# Magne Furuholmen
Magne Furuholmen (Oslo, 1 de novembro de 1962), é um dos componentes da banda A-ha.

## Vida
Amigo de Paul Waaktaar-Savoy, estudaram na mesma escola, porém em séries diferentes, juntos formaram uma banda chamada Black Sapphire, antes de conhecerem Morten Harket e formarem o A-ha. Mais conhecido como Mags, Magne é filho e neto de músicos, mas além de músico, ele também é pintor e escultor desde criança. Apaixonado por pintura, montou sua primeira grande exposição," Everything happens to me", em Oslo. Mags também se dedicou a carreira solo, e também atuou em dois filmes, e compondo sua trilha sonora: "Ti kniver i hjerte" ("Dez facas no coração") e "Hotel Oslo".Também dedica-se a sua outra banda, Timbersound, parceria com seu amigo Kjeytil Bjerskstrand, onde já produziram três discos. Atualmente, ele faz parte do grupo Apparatjik, que conta com o baixista Guy Berryman do Coldplay Jonas Bjerre do Mew e do produtor Martin Terefe.

## Vida pessoal
É casado desde agosto de 1989 com Heidi Rydjord e tem dois filhos: Thomas Vincent (nascido no dia 20 de abril de 1990) e Phillip August (nascido em outubro de 1993).

## Arte
Além da música, Magne hoje é um respeitado artista, exibindo seus trabalhos em diversas exposições pela Europa.

## Discografia
- 1980 Fakkeltog (Bridges)
- 1985 Hunting High and Low (A-ha)
- 1986 Scoundrel Days (A-ha)
- 1987 The Living Daylights – 007 James Bond Soundtrack (A-ha)
- 1988 Stay on These Roads (A-ha)
- 1990 East of the Sun, West of the Moon (A-ha)
- 1991 Headlines & Deadlines (A-ha)
- 1993 Memorial Beach (A-ha)
- 1994 Hope To Die / Ti Kniver I Hjertet (trilha sonora, Timbersound)
- 1996 Hotel Oslo (Timbersound)
- 1996 Archivalia Vol. 1 (produtor)
- 1998 Hermetic (Timbersound)
- 2000 Minor Earth Major Sky (A-ha)
- 2001 Dragonfly, EP
- 2002 Lifelines (A-ha)
- 2004 Past Perfect Future Tense (Magne F)
- 2005 Analogue (A-ha)
- 2005 Indian Ocean, Yusuf Islam, single (artista)
- 2007 The longest night in Shanghai – (Umi No Shanghai) escritor/intérprete em Bass Theme, writer of Guy Romance Theme)
- 2008 A Dot of Black in the Blue of Your Bliss (Magne F)
- 2008 Thor Heyerdahl – På jakt etter paradiset soundtrack (escritor)
- 2008 Ferreting, song (Apparatjik)
- 2009 Foot of the Mountain (A-ha)
- 2010 We Are Here (Apparatjik)
- 2010 The Bolshevik Box (Apparatjik, edição especial do álbum We Are Here)
- 2010 Word Symphony (Edição Limitada) (Magne F)
- 2010 a-ha 25 (A-ha)
- 2012 Square Peg in a Round Hole (Apparatjik)
- 2012 If You Can, Solve This Jumble, Lowell, álbum (escritor e produtor)
- 2013 Winter Days, Martin Halla, álbum (escritor e produtor)
- 2013 Breathe, Backstreet Boys, single (escritor)
- 2013 Majors & Minors, Marius Beck (produtor)
- 2014 Beatles movie Soundtrack, (escritor, artista)
- 2014 Undo My Heart, Tini (escritor e produtor)
- 2015 Cast in Steel (A-ha)
- 2018 Våkenatt (Bridges)
- 2019 White Xmas Lies (Magne F)
- 2022 True North (A-ha)